# 褐褶菌目
褐褶菌目（学名：Gloeophyllales）是伞菌纲下的一目。该目下的真菌都是朽木菌，会导致木材的腐朽。这一目仅含褐褶菌科（学名：Gloeophyllaceae）一科，其下又分为四个属。

## 分类
- 褐褶菌科（Gloeophyllaceae）
  - 褐褶茵属（Gloeophyllum）
  - Heliocybe
  - Neolentinus
  - 绒柄革菌属（Veluticeps）